# Anarchodes atrophicus
Anarchodes atrophicus är en insektsart som först beskrevs av Peter Simon Pallas 1772.  Anarchodes atrophicus ingår i släktet Anarchodes och familjen Diapheromeridae. Inga underarter finns listade i Catalogue of Life.